# 보고타과일먹는박쥐
보고타과일먹는박쥐(Artibeus bogotensis)는 주걱박쥐과(신세계잎코박쥐과)에 속하는 박쥐의 일종이다. 콜롬비아 중부 지역부터 베네수엘라 북서부 지역 사이에 분포한다. 제르베과일먹는박쥐의 아종으로 간주하기도 한다.